# Christian Krass
Christian Krass, né à Aubusson (France) en 1868 et décédé à Lyon en 1957, est un artiste ébéniste et meublier lyonnais du XXe siècle, considéré comme la « fine fleur des arts décoratifs lyonnais ».
Ses réalisations sont nombreuses: consoles, meubles de rangement, bureaux de direction, tables à jeu basses, canapés ou encore pendules, tout comme les techniques et les matériaux utilisés (placage d'ébène de Macassar, noyer teinté à feutrine...). 

## Contexte artistique

### Les arts décoratifs lyonnais
En 1924 se déroule dans la ville de Lyon le Salon d'automne. L'évènement dépasse à l'époque largement les frontières de la ville et le travail des artistes de l'avant-garde lyonnaise (peintres, graveurs, ébénistes, sculpteurs) retentit dans la capitale. 

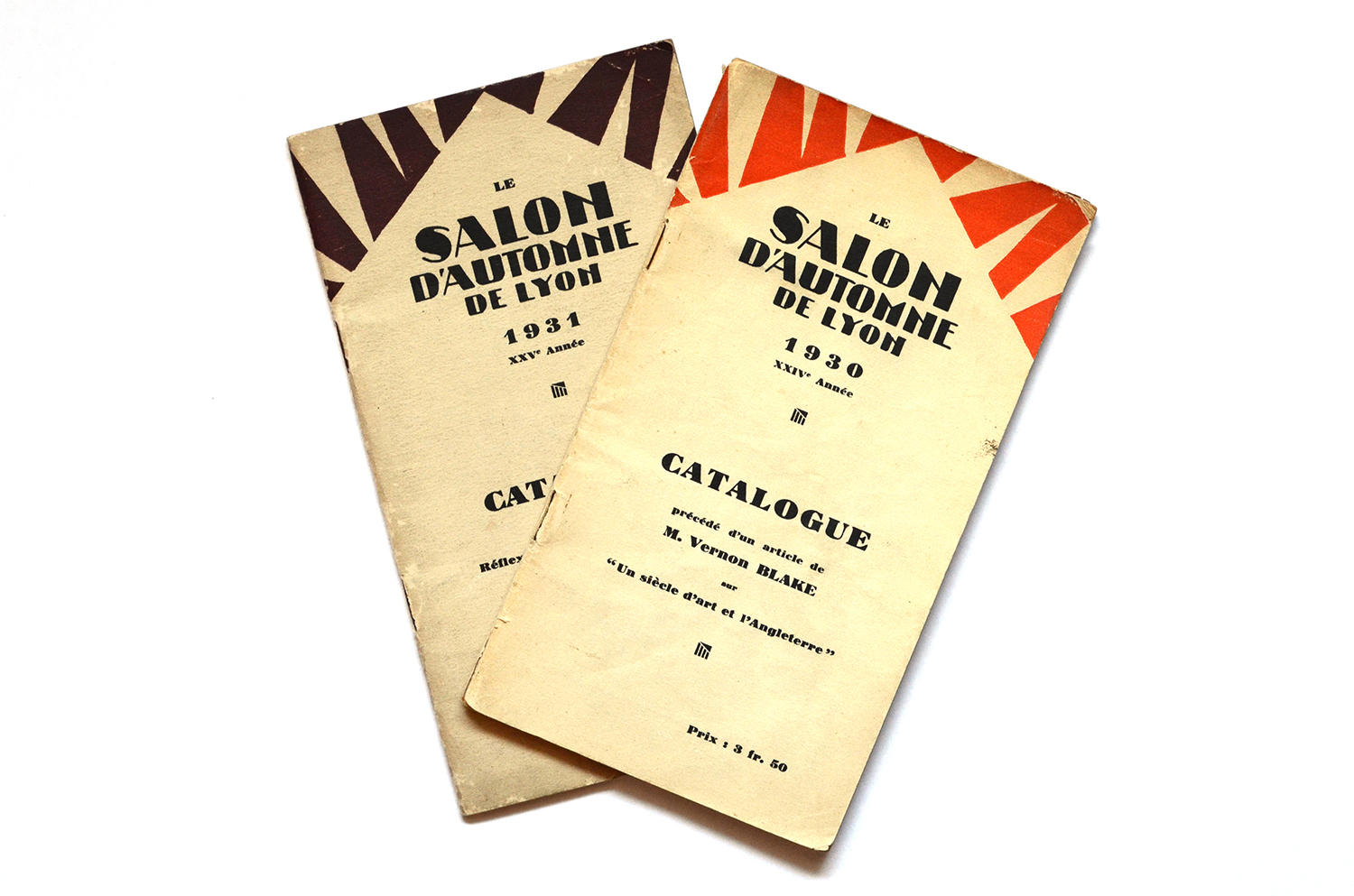
Brochures du Salon d'automne de Lyon.

L'année suivante, en 1925, c'est à Paris d'accueillir l'Exposition internationale des arts décoratifs et industriels modernes. De nombreux artistes d'art décoratif lyonnais vont avoir le privilège de participer à la manifestation. Ce sont précisément les années autour de cette date qui permettent d'appréhender les arts décoratifs lyonnais, et de révéler les artistes les plus représentatifs de ce mouvement artistique.

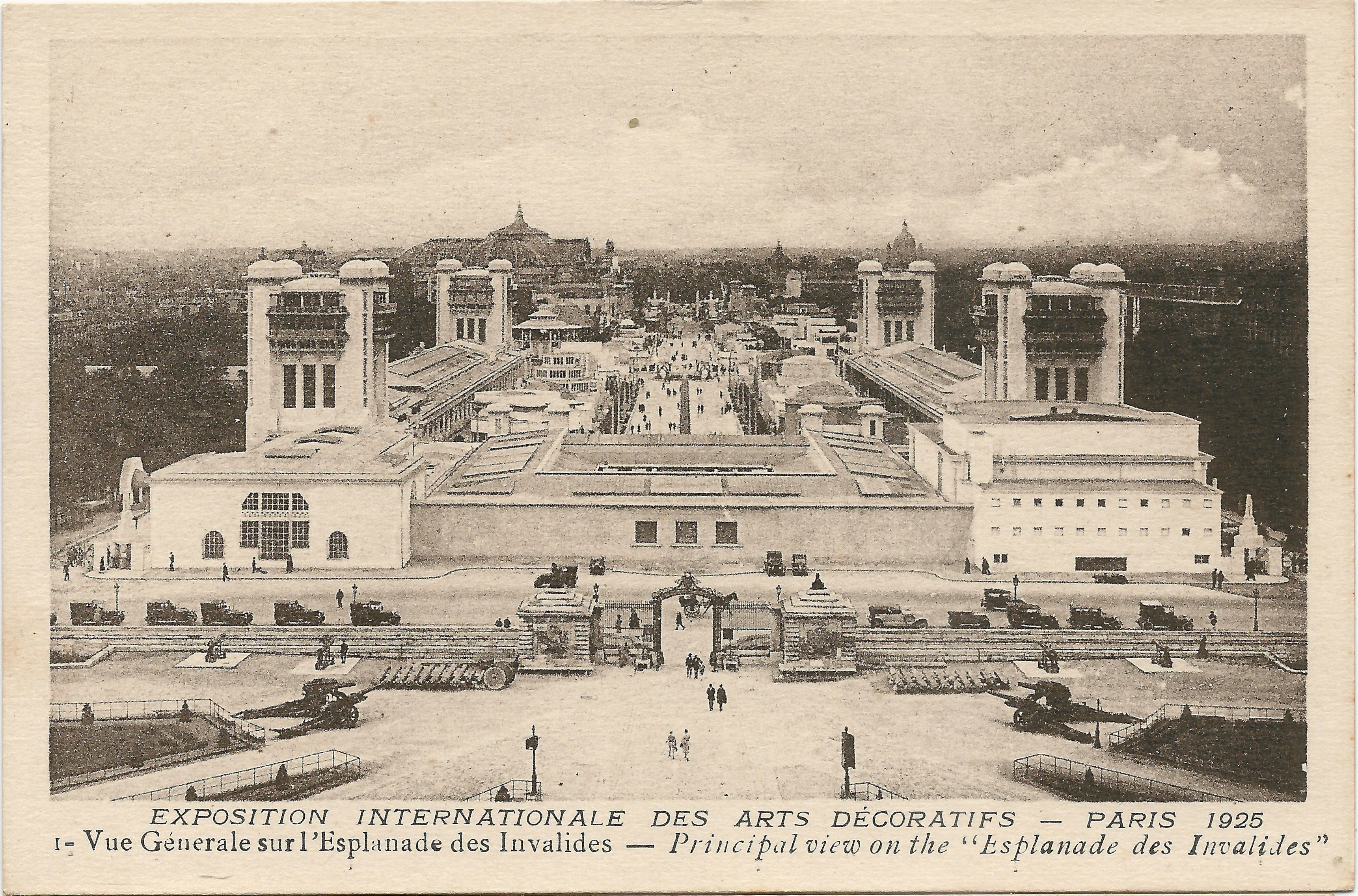
Vue générale de l'exposition internationale des arts décoratifs et industriels modernes.

À Lyon, artistes et amateurs sont moins sensibles au goût pour le végétal et les formes courbes de l'Art Nouveau (mouvement artistique en vogue en Europe au début du XXe siècle). Les formes simplifiées, synthétiques, géométriques, caractéristiques d'un autre mouvement artistique de l'époque, l'Art Déco, sont beaucoup plus appréciées. Ce répertoire, emprunté aux cubistes, donne aux meubles des plans nets et tranchés, rigoureusement agencés.
Au sein de la production des arts décoratifs lyonnais, la corporation la plus importante est celle des ébénistes. Parmi eux, se trouvent Christian Krass, mais aussi Francisque Chaleyssin, Edmond Bellond, André Sornay, Eugène Pras ou encore la maison Rambaudi-Dantoine. Ces artistes privilégient les matériaux nobles tels que le bois de Thuya, la ronce de Violette, l'ébène du Gabon, le palissandre de Rio et des Indes, l'ambréine ou encore la loupe d'Amboine. Le décor, souvent en marqueterie, peut être sculpté, ciselé en bronze, en ivoire ou en ébène. On note un goût pour les détails précieux et les motifs figuratifs en faible relief. 
Le mobilier lyonnais de l'époque se caractérise aussi par une double production: la production de style et la production moderne. La production de style est un retour à des formes plus classiques, à un mobilier de style Renaissance, alors que la production moderne fait appel à des formes esthétiques de l'époque. Ce sont ces deux types de production que l'on retrouve dans l'atelier de Christian Krass .

## Parcours professionnel et artistique
- Christian Krass commence à étudier à l'École nationale des arts décoratifs de Lyon
- 1872 : deux artisans s'associent afin de fonder une entreprise de mobilier et de décoration, l'entreprise Krass & Goergler. À l'époque, la maison privilégie la production de style (tradition et qualité) aux courbes naturalistes de l'Art nouveau
- 1918 : pour la première fois, le nom de Krass apparait seul. Dans son atelier (Christian Krass, mobilier décoration d'intérieur, 101-103 rue de Sèze à Lyon), il propose des productions sobres, d'inspiration Art Déco (productions modernes)
- 1922 : Christian Krass obtient sa première récompense au Salon des Beaux-Arts de Lyon en réalisant une bibliothèque incrustée d'ivoire
- 1924 : Christian Krass expose au Salon d'automne de la ville de Lyon
- 1925 : Christian Krass fait entrer son fils Louis dans l'affaire familiale
- Années 1940-1950 : on observe un retour de la mode du mobilier style Renaissance au sein des arts décoratifs. Krass décide donc d'orienter en ce sens sa production.
- Années 1960 : la maison Krass ferme ses portes après un siècle de renommée nationale, associant tradition et modernité[2]

## La maison Krass: style et productions
Les créations de Christian Krass possèdent une double influence: la tradition de la tapisserie ainsi que le classicisme des meilleurs peintres du XVIIIe siècle comme Watteau ou Boucher. Ces références le poussent à pérenniser au XXe siècle la sobriété de l'art de cette époque. 
On constate dans ses créations une double production: une production dite "de style", faisant référence au mobilier du XIXe siècle (style Empire, style Directoire), et lui permettant de se protéger financièrement. L'autre production est une production plus moderne, de style Art Déco, traduisant son goût et sa passion pour les lignes nettes et les belles matières. Christian Krass a su adapter le style Art Déco de sa production aux goûts sobres des amateurs de sa région. La production de Christian Krass, plutôt classique, n'est pas reconnue pour son originalité, mais elle témoigne, à travers des pièces uniques (ou bien réalisées uniquement en deux ou trois exemplaires), du style Art Déco de l'époque. On constate toutefois que, lors de commandes exceptionnelles, l'ébéniste lyonnais sait faire preuve d'originalité et d'imagination. C'est le cas avec la commande très avant-gardiste réalisée pour l'Aga Khan en 1937, présentée lors du Salon de la Société Lyonnaise des Beaux-Arts. Il s'agit d'un meuble d'appui en ronce de bois violette, avec application de coquillages de mer et reposant sur un piétement en bronze doré.     

### Christian Krass: le Ruhlmann lyonnais

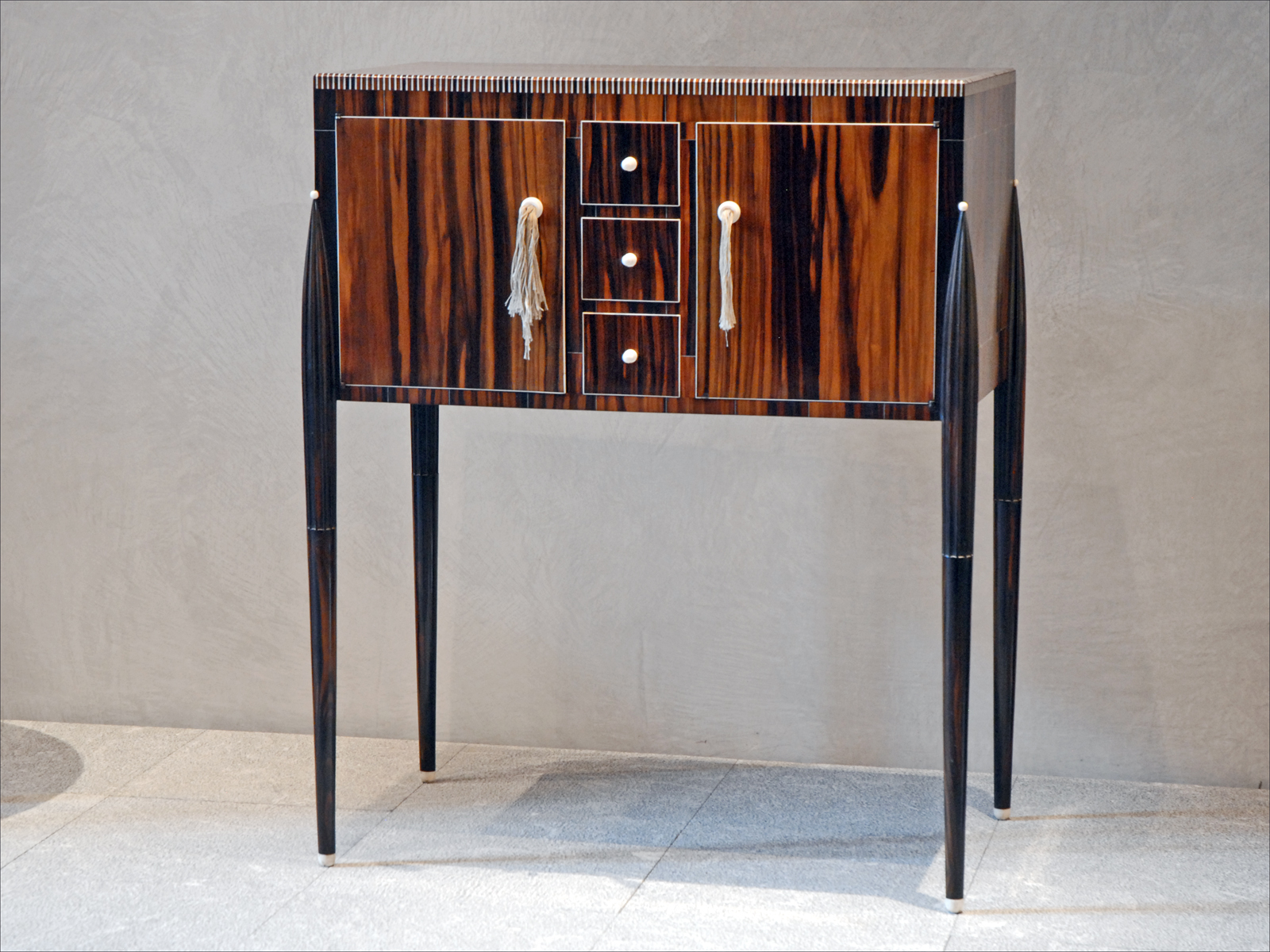
Jacques-Émile Ruhlmann, Vide-poche fuseaux, ébène de Macassar et marqueterie d'ivoire (1921-1922), musée des beaux-arts de Lyon.

On associe le travail de Christian Krass à celui du décorateur français Jacques-Émile Ruhlmann. De nombreuses créations de Christian Krass sont d'esprit ruhlmannien. Ce dernier utilise des bois précieux, comme l'ébène du Gabon ou l'acajou moiré de Cuba, et des matériaux rares, comme l'ivoire ou l'écaille. Il aime travailler le raffinement du placage qui permet un rendu pur des lignes et des formes élégantes. Pour certains mobiliers, la référence à Ruhlmann est telle, qu'il est possible qu'il y ait eu collaboration entre les deux artistes. Le rapport entre ces deux derniers restent encore flou, mais ils étaient très connus. Il y a donc peu de chance que Christian Krass ait simplement copié le travail de Ruhlmann. Les experts favorisent plutôt une association entre les deux ébénistes. Christian Krass aurait peut être effectué un bref séjour chez Ruhlmann lors de son apprentissage, voire effectué des commandes pour ce dernier.

## Œuvres
Œuvres exposées lors de Salons à Lyon
- 1920 (SLBA - Société Lyonnaise des Beaux-Arts): Vitrine pour salon Louis XVI
- 1921 (SLBA) : Petit meuble d'appui pour un salon Directoire
- 1922 (SLBA) : Bibliothèque basse à quatre portes en bois de thuya et ébène, décorée de marqueterie et bronze
- 1923 (SLBA) : Ensemble de salle à manger moderne en bois de palissandre de Rio et des Indes
- 1924 (SA - Salon d'Automne) : Cabinet de travail moderne. Panneau moderne. Tapisserie d'Aubusson. Tapis moderne Savonnerie
- 1925 (SLBA) : Vitrine pour salon moderne
- 1926 (SA) : Ensembliers (un ensemble de salle à manger moderne, buffet-dressoir pour salle à manger moderne, buffet-dressoir pour salle à manger moderne en palissandre de Rio et ébène du Gabon)
- 1927 (SA) : Ensemble de chambre à coucher moderne, chambre à coucher
- 1928 (SA) : Ensembliers (un ensemble de salle à manger moderne, quelques meubles, une chambre à coucher
- 1929 (SLBA) : Meuble moderne pour collectionneurs, ébène du Gabon et ambréine avec décorations diverses
- 1930-1937 (SA) : Meubles modernes
- 1938 (SLBA) : Cabinet de travail d'un collectionneur
- 1939-1942 ( SLBA) : Meubles [6]